# Ōgata Kenzan

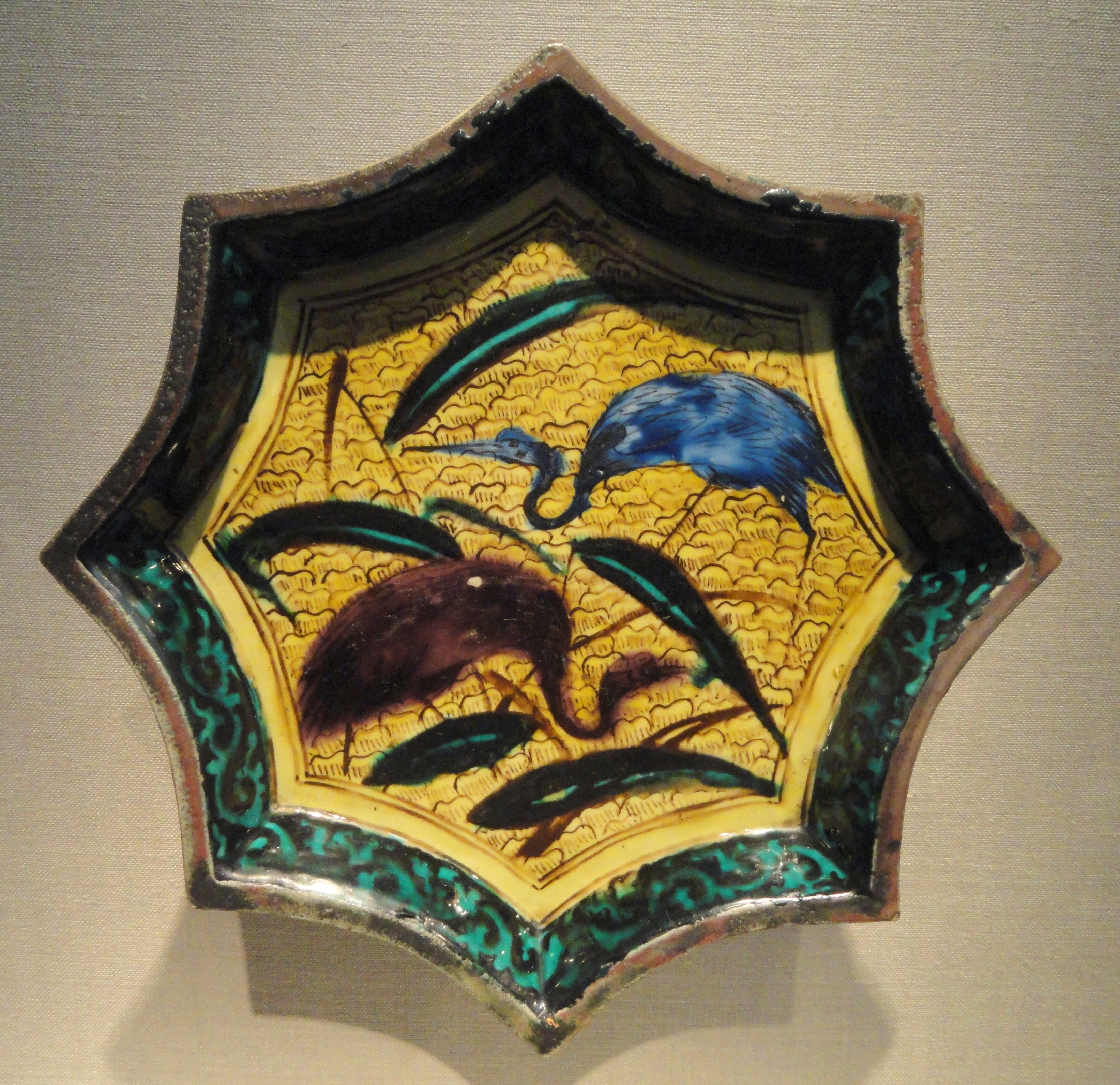
Tazón de té con diseño de grulla y crisantemos, gres con revestimiento blanco, hierro y cobalto, Freer Gallery of Art, Washington D. C.

Ōgata Kenzan (尾形 乾山?  Kioto, 1663-Tokio, 1743) fue un pintor, ceramista, laqueador, calígrafo y poeta japonés. Era hermano del pintor Ōgata Kōrin. 

## Biografía
Nació con el nombre de Ōgata Shinsei (尾形 深省). Su familia era descendiente de un clan samurai vasallo del shogunato Ashikaga. Fue hijo de Ōgata Soken, un comerciante rico que vendía textiles para kimonos en Kioto, aficionado a las artes —el reconocido pintor Honami Kōetsu le había enseñado caligrafía—. Su abuelo, Ōgata Sohaku, también fue artista y se instaló en la colonia artística de Kōetsu en Kioto.
Estudió con Hon'ami Koho, nieto de Kōetsu, y posteriormente con el ceramista Nonomura Ninsei, especializándose en decoración de piezas de cerámica para la ceremonia del té. Abrió su propio alfar en 1687, aunque por lo general no se encargaba del trabajo de la cerámica —que lo realizaban sus ayudantes—, sino que se dedicaba a la decoración de las piezas.
La mayoría de sus obras eran de barro cocido a baja temperatura, pintadas en colores preferentemente blanco, negro, verde, azul y marrón, a veces con una barbotina blanca inventada por él. Los motivos decorativos solían ser paisajes nevados, en los que afloraban árboles, bambúes, flores y hierbas entre la nieve. También realizó piezas esmaltadas de aire más suntuoso.
Consiguió reproducir en la cerámica todos los matices de la tinta china, alcanzando una gran maestría. Muchas de sus reproducciones eran diseños de su hermano Kōrin. Sus dibujos, de trazado vigoroso, tienden a la abstracción, como se denota en sus raku. Su estilo era libre y de aire grácil, típicamente japonés, y sentó una notable influencia en la cerámica posterior.
Al final de su vida se dedicó a recopilar sus conocimientos sobre alfarería en un libro, Edo Densho, traducido al inglés por Bernard Leach, quien estudió con Kenzan VI y recibió el nombre de Kenzan VII.